# Diamond and Silk

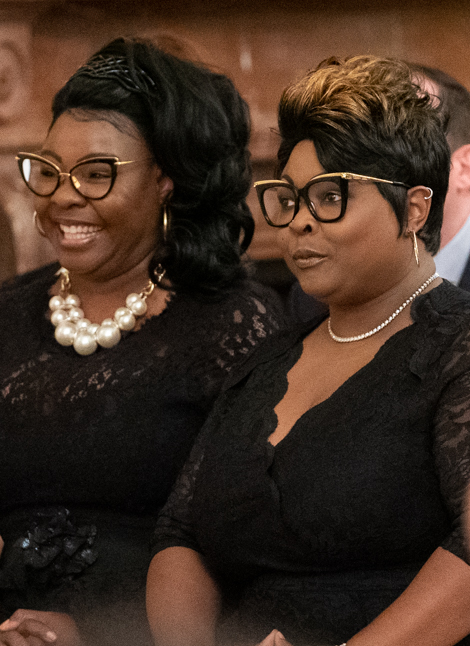
Diamond and Silk im Weißen Haus, 2019

Diamond and Silk waren die Künstlernamen eines Duos von rechtspopulistischen Verschwörungstheoretikerinnen und politischen Kommentatorinnen, welches ab 2015 für Donald Trump politische Werbung betrieb. Es handelte sich um die Schwestern Ineitha Lynnette Hardaway (geboren am 25. November 1971; gestorben am 8. Januar 2023) und Herneitha Rochelle Richardson, geborene Hardaway (geboren am 17. Januar 1971).

## Leben
Die Schwestern Lynnette und Rochelle Hardaway (beide bevorzugten ihren mittleren Namen) waren die Kinder von Freeman und Betty Willis Hardaway, einem Paar von Televangelisten in Fayetteville (North Carolina). Sie hatten drei weitere Geschwister. Die Eltern betrieben in ihrem Heimatort eine Kirche mit einem bescheidenen Geschäftsimperium, darunter Versicherungs- und Finanzleistungen, Gebrauchtwagenhandel und Wundermittelherstellung: In letzterem Geschäftszweig vertrieben die Hardaways angebliche Heilmittel zur Gewichtsabnahme, Türkränze zur Hexerei-Abwehr, und Segnungen Gottes durch Fürbitte in einer Gold eingebundenen Bibel. Alle Kinder wurden in den Familienbetrieb eingebunden; die Familie stand politisch auf Seiten der Demokraten.
Das Geschwisterpaar begann eine Karriere als Youtuberinnen, ihre Videos über Polizeibrutalität und Black Lives Matter fanden einige zehntausend Zuschauer. Im Juni 2015 registrierten sich die Schwestern für die republikanische Partei und warben in ihrem Youtube-Kanal überzeugend für Trump, dessen Business-Mentalität sie anpriesen. Nach einem Coaching durch den rechten politischen Kommentator Dennis Michael Lynch professionalisierte sich ihr Auftreten, und das Duo wählte den einprägsameren Künstlernamen Diamond and Silk für die weitere Medienstrategie. Diamond and Silk fielen auch innerhalb ihres Wahlbezirks deutlich auf, da gerade Diamond (Lynette) medienwirksam predigen konnte. Die Republikaner schätzten es, dass sich zwei schwarze, lebhafte Frauen für die Partei engagierten. Sie banden sie prominent in den Wahlkampf ein, um die in der Regel demokraten-treue schwarze Bevölkerung zu erreichen sowie um ein Argument gegen die regelmäßigen Rassismus-Vorwürfe zur Hand zu haben. Diamond and Silk traten im Dezember 2015 im Vorprogramm von Trump-Rallies auf und warben um demokratische Wechselwähler. Im Januar 2016 erwähnte Trump Diamond and Silk erstmals mit Namen auf einer Wahlkampf-Veranstaltung. Die Social-Media-Accounts der Schwestern verzeichneten bereits zuvor einen sprunghaften Anstieg an Zuschauern, Fans und Followern. Sie erreichten nunmehr eine Million Views auf Youtube, und Diamond and Silk konnten mit politischen Fanartikeln ein neues Geschäftsfeld eröffnen.
Diamond and Silk wurden regelmäßig als Kommentatoren in die einschlägigen Propagandasendungen (Fox and Friends, Hannity, Ingraham Angle) auf dem rechtskonservativen Medienkanal Fox News eingeladen. 

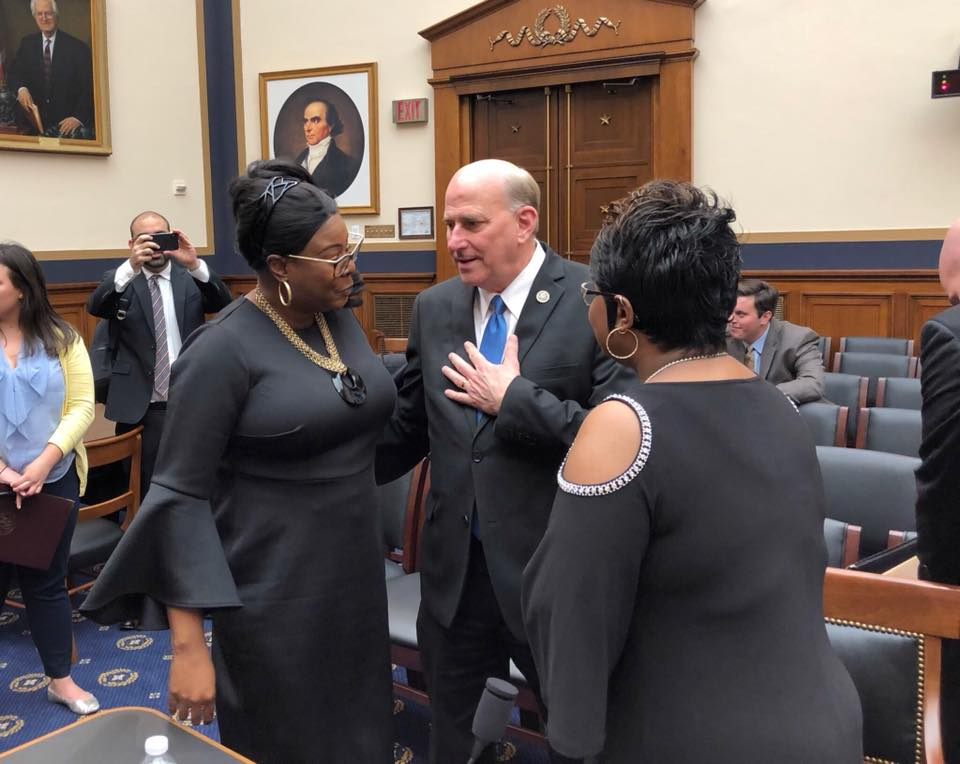
Diamond, Louie Gohmert und Silk 2018 im US-Repräsentantenhaus

Ende März 2018 informierte Facebook das Duo versehentlich darüber, dass sie als „gefährlich für die Gemeinschaft“ („unsafe to the community“) eingestuft worden seien. Daraufhin gingen Diamond and Silk sofort an die Öffentlichkeit und beklagten Medienzensur. Zwar hatte Facebook den Content von Diamond and Silk nie wirklich geblockt und sich rasch bei dem Duo entschuldigt, doch alle Richtigstellungen verhinderten nicht, dass Diamond and Silk am 26. April 2018 vor dem US-Repräsentantenhaus mehrere Stunden lang als Zeugen gegen die vermeintliche politische Zensur auf Facebook auftraten.

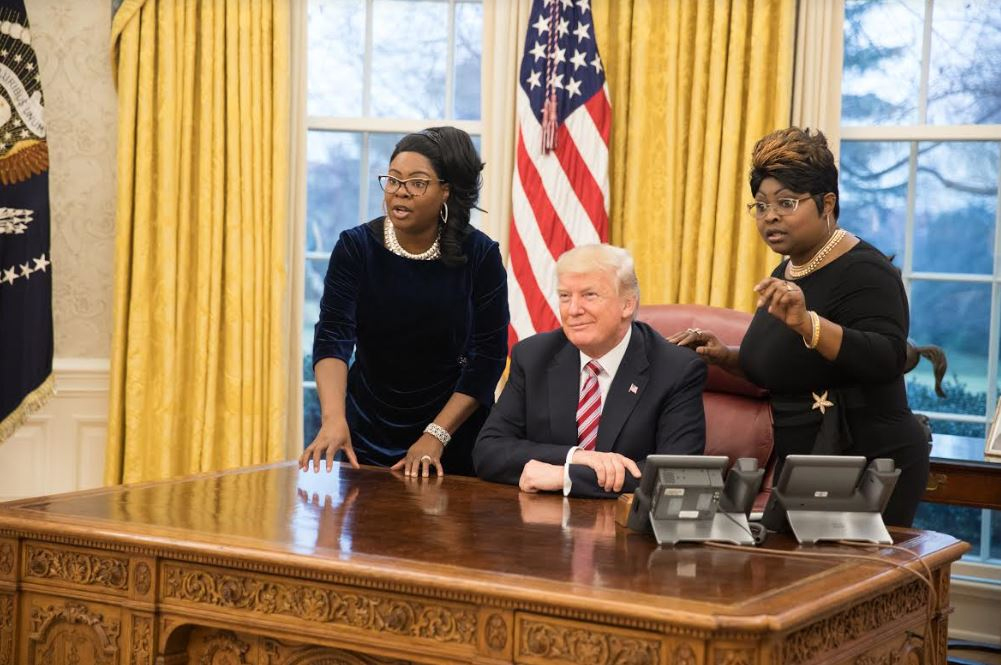
Diamond, Trump und Silk 2019 im Oval Office

Im Oktober 2018 erschien der Dokumentarfilm Dummycrats mit Diamond und Silk in Hauptrollen. Im Dezember 2018 fanden sie einen eigenen Sendeplatz auf dem Streamingportal Fox Nation, und im Folgejahr erschienen wöchentliche Folgen im Streamingportal von Fox News selbst. Bei den Medienauftritten spielte Diamond (Lynnette) stets die argumentative Hauptrolle; ihre ein Jahr ältere Schwester Silk (Rochelle) gab dazu bekräftigende Äußerungen und Kommentare ab.
Im Juni 2019 unterlag US-Repräsentant Steve King (der Diamond and Silk im Vorjahr in den Kongress eingeladen hatte) in einer Abstimmung über das von ihm eingebrachte und nach Diamond and Silk benannte Gesetz, das darauf abzielte, Sanctuary Cities staatliche Hilfen zu entziehen und dieses Geld obdachlosen Veteranen zukommen zu lassen.
Im April 2020 fielen Diamond and Silk auf, da sie bereits früh systematische Falschinformationen zu Covid-19 verbreiteten; beispielsweise sei die Zahl der Infektionen übertrieben worden, um Trumps Ansehen zu schaden. Dies führte zu einem völligen Bruch mit Fox, welches Diamond and Silk aus dem Programm entfernte. Sie wechselten dann zu dem weiter rechts angesiedelten Medienkanal Newsmax TV. Auch in der Wiederwahlkampagne Donald Trumps 2020 traten Diamond and Silk wieder auf zahlreichen Wahlkampfveranstaltungen auf und führten diese Praxis auch auf den politischen Rallies für Trump vom Sommer 2021 bis zum Sommer 2022 fort, bei denen die Wiedereinsetzung Trumps als Präsident angekündigt wurde. Dabei kritisierten sie das vermeintlich unrechtmäßige Biden-„Regime“ und vertraten auch die Wahlbetrugslüge Donald Trumps.
Im November 2022 erkrankte Diamond (Lynnette Hardaway) schwer und musste ins Krankenhaus verbracht werden. Silk bat um Spenden und Gebete für ihre Schwester. Am 8. Januar 2023 erlag Diamond daheim ihrer nicht näher bekannten Krankheit. Silk bestritt vehement, dass es sich um Covid gehandelt haben könnte, und verbreitete auf der Trauerfeier eine Verschwörungstheorie, nach welcher ein „Virus-Shedding“ von Geimpften verantwortlich sein könnte. Auf derselben Trauerfeier war auch Donald Trump persönlich anwesend und hielt eine Trauerrede, die von Beobachtern als bizarres Wahlkampfevent beurteilt wurde. Ferner behauptete er, Silk erst jetzt kennengelernt zu haben. Später mutmaßte Silk Anfang Februar 2023 über einen politisch motivierten Anschlag mit einer Biowaffe.